# نكا (إيران)
نكا (بالفارسية: نکا) هي منطقة سكنية تقع في إيران في قسم. يقدر عدد سكانها بـ 46,152 نسمة .

## أعلام
- عاطفة سهاله
- أميد إبراهيمي